# Чемпіонат України з легкої атлетики серед молоді 1993
Першість України з легкої атлетики серед молоді 1993 була проведена 4-5 вересня в Чернігові на Стадіоні імені Юрія Гагаріна.

## Переможці
| 100 метрів                |                                               |      |                                       |       |
| 200 метрів                |                                               |      |                                       |       |
| 400 метрів                |                                               |      | Наталія Вітряк Кіровоградська область | 57,3  |
| 800 метрів                |                                               |      |                                       |       |
| 1500 метрів               |                                               |      |                                       |       |
| 5000 метрів               |                                               |      |                                       |       |
| 100 метрів з бар'єрами    |                                               |      |                                       |       |
| 110 метрів з бар'єрами    |                                               |      |                                       |       |
| 400 метрів з бар'єрами    | Олексій Григоренко Житомирська область        | 52,4 | Наталія Алексєєва Житомирська область | 59,9  |
| 3000 метрів з перешкодами |                                               |      |                                       |       |
| 4×100 метрів              |                                               |      |                                       |       |
| 4×400 метрів              |                                               |      |                                       |       |
| Стрибки у висоту          | Олег Цицановський Житомирська область         | 2,15 | Світлана Богомаз Харківська область   | 1,88  |
| Стрибки з жердиною        |                                               |      |                                       |       |
| Стрибки у довжину         |                                               |      |                                       |       |
| Потрійний стрибок         |                                               |      | Ольга Бойко Донецька область          | 13,48 |
| Штовхання ядра            |                                               |      |                                       |       |
| Метання диска             |                                               |      |                                       |       |
| Метання молота            |                                               |      |                                       |       |
| Метання списа             |                                               |      |                                       |       |
| Семиборство               |                                               |      |                                       |       |
| Десятиборство             | Володимир Михайленко Дніпропетровська область | 7216 |                                       |       |